# Felipe de Utre
Felipe de Utre o bien Felipe von Hutten y en alemán: Philipp von Hutten (Ciudad Imperial Libre de Ulm,  18 de diciembre de 1505 - Cruz de Tara-Tara cerca de Quíbor, 17 de mayo de 1546) fue un explorador, descubridor y conquistador que participó con el rango de capitán entre 1535 y 1538 en una exploración a Tierra Firme, financiada por la familia Welser en busca de oro.
A finales de 1540 fue nombrado por Carlos I de España como teniente general de la Provincia de Venezuela y al mismo tiempo como teniente de gobernador de Coro. Al regresar de una segunda expedición que dirigió entre 1541 y 1546, fue derrotado, capturado y decapitado por su enemigo Juan de Carvajal que ocupara en forma interina como gobernador. Escribió una narración sobre sus viajes que, con el título Zeitung aus India, no llegó a ser publicada hasta 1785. 

## Biografía hasta la primera expedición en Tierra Firme

### Origen familiar y primeros años
Felipe de Utre nació el 18 de diciembre de 1505 en la Ciudad Imperial Libre de Ulm que formaba parte del Sacro Imperio Romano Germánico, siendo hijo de Bernhard von Hutten perteneciente a una familia acomodada. Era pariente del escritor Ulrich von Hutten.[cita requerida]

### Llegada a Venezuela
Llegó a Venezuela en la expedición al mando del alemán Jorge de Espira en 1534. Carlos I había concedido a los banqueros Welser de Augsburgo el derecho de explotación del territorio ubicado en las actuales partes centroccidental de Venezuela y nororiental de Colombia, en contraprestación por los préstamos en efectivo que había obtenido de ellos.
Al llegar Utre a Santa Ana de Coro, participó con Espira en una larga expedición, de más de tres años. En esta expedición, plagada de dificultades, de los 490 soldados españoles que salieron solamente regresaron 150.
En memoria de Von Hutten, existe en las cercanías de Puerto Cumarebo (municipio Zamora) y Coro un pequeño poblado conocido como "Quebrada de Hutten".

## Teniente de gobernador general de Coro
A la muerte de Espira, Utre solicita la gobernación del territorio pero dada su juventud y su escasa experiencia, solamente le concedieron el título de teniente general de la provincia y teniente de gobernador de Coro.

### Los omaguas
Después de obtener el título, en 1540, organizó su expedición y, acompañado de los jóvenes Bartolomé y Felipe Welser del francés, Monsieur de Redón y algunos capitanes españoles veteranos, entre ellos Sancho Briceño y Verdugo, Martin González, Alférez; Musior de Radón; Francisco de Velascos, Teniente; Francisco de Velascos, Alférez; Alonso de Peña; George de Almeda; Pedro de Muruena; Lope de Montalvo como capitán de jinetes, Peña, el tuerto; Juan de Bonilla, Juan de Vilegas, escribano; Diego de Montes, cirujano; Esteban Martin, guía; Martin de Artiaga, vizcaíno; Juan de Puente, intérprete; Gutiérrez de Peña como capital, al tiempo después Mariscal; Pedro de Montalvo; Redon; Diego de Urrida; Alonso Martin, Sargento; Juan de Oñate; Casasola; Martin Sánchez, Capitán y Francisco Sánchez, entre otros,  recorrieron territorios de las actuales Venezuela y Colombia. Los expedicionarios sostuvieron frecuentes escaramuzas con los indígenas, calamidad que debe añadirse a la escasez de comida y otras privaciones.
En una de las peleas que sostuvieron con los omaguas, Utre recibió un lanzazo que le hirió gravemente en una axila. Gracias a la intervención del cirujano Diego de Montes, consiguió sobrevivir a aquella herida. Cuando se repuso, continuaron avanzando y luchando con los naturales. No encontró lo que buscaba y, después de cinco años, decidió regresar a Coro para organizar otra expedición con más soldados.

### Nueva ciudad de El Tocuyo
Durante los cinco años que Utre había empleado en sus exploraciones, mucho habían cambiado las cosas en Coro, las familias de los soldados pasaban calamidades porque la tierra de aquella comarca no producía nada más que cardonales. Como nada se sabía del alemán, la Real Audiencia de Santo Domingo envió como teniente de gobernador interino a Juan de Carvajal.
Juan de Carvajal ya había estado antes en Coro como administrador real y conocía de sobra la interesada actuación y los manejos comerciales que tenían los alemanes y las penalidades que pasaban las familias de los soldados.[cita requerida] Cuando obtuvo la gobernación del territorio lo primero que hizo fue crear otra ciudad en una vega feraz para que aquellas familias pudieran sembrar y acabar con el hambre que los mortificaba. Carvajal organizó a las familias, se llevó a los que aceptaron su propuesta y, en diciembre de 1545, fundó la ciudad de El Tocuyo.
Cuando Utre, después de cinco años, volvió de su larga expedición y pasó por El Tocuyo, se enteró de lo sucedido y reclamó a Carvajal por la fundación de la ciudad. Se enfrentan ambos y después de acaloradas palabras que sostienen por cuestiones de competencias institucionales, Utre intenta llevarse a los nuevos vecinos hasta Coro y despoblar El Tocuyo.

### Fallecimiento

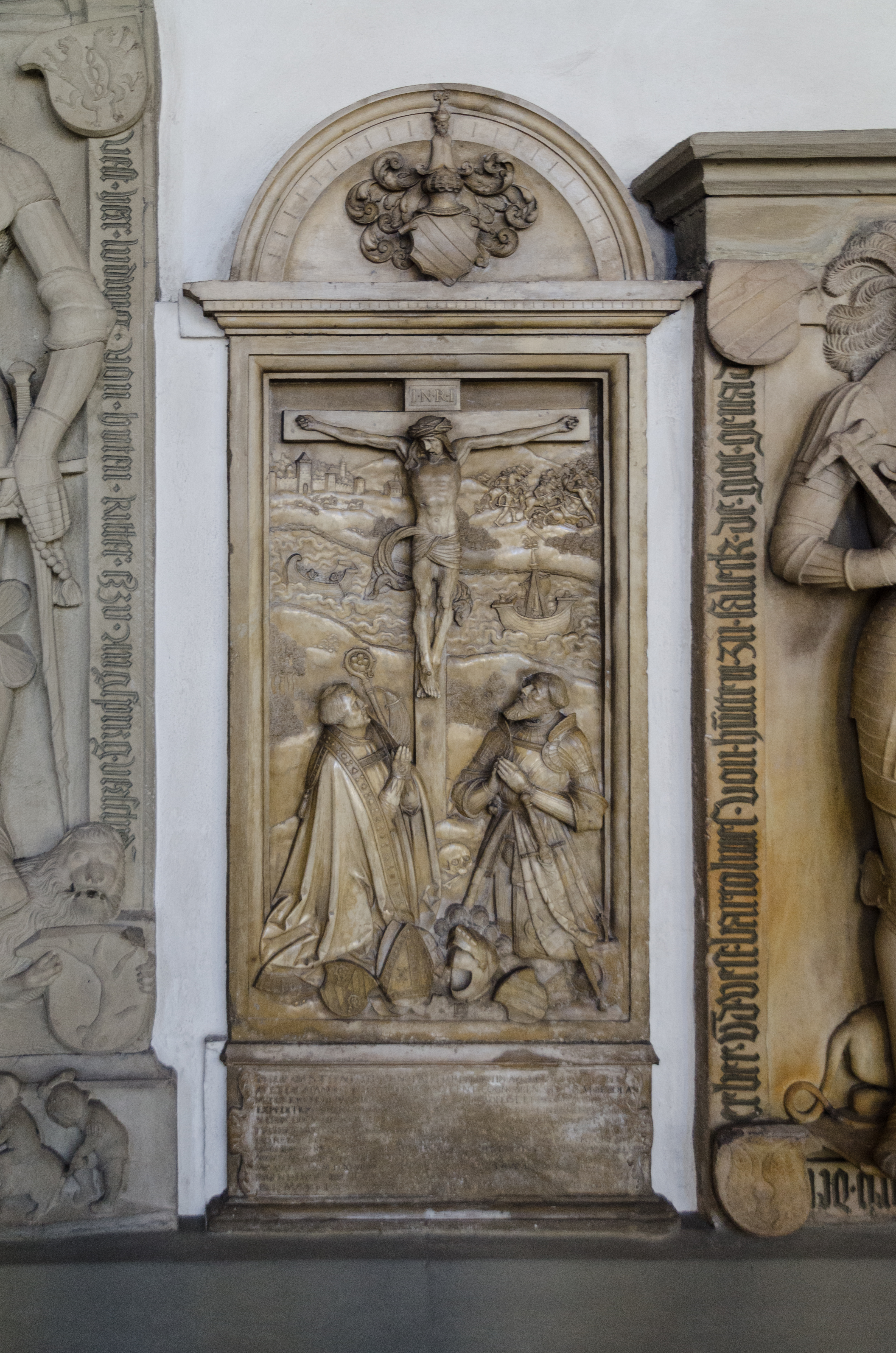
Epitafio de Felipe de Utre en Arnstein.

En un momento de la discusión los partidarios de Utre desarmaron a los de Carvajal, marchándose camino de Coro con armas y caballos. Juan de Carvajal -quien había sido arrojado al lodazal por Bartolomé Welser durante la reyerta-,[cita requerida] se siente ofendido por la acción que ha protagonizado y sale con un grupo de soldados para perseguir a Utre y a los que le acompañan. 
Al atardecer de ese día, las huestes de Carvajal alcanzan a los expedicionarios en fuga y otra vez vuelven los reclamos y discusiones. Los ánimos se caldean y Juan de Carvajal manda que decapiten a Felipe de Utre, a Bartolomé Welser y a tres españoles más que les acompañaban. Magdalena, una indígena esclava de von Hutten, y Perico su esposo narran el acontecimiento "… a puesta de sol el mes que pasó (…) llegó mucha gente de caballo y de a pie sobre ellos, (…) y arremetiendo con el dicho Felipe su compañía prendieron a los dichos Felipe de Huten y Bartolomé Belzar y Romero y Plasencia y les ataron las manos y brazos atrás y atados así los detuvieron hasta bien tarde de la noche y ya casi al medio de la noche cortaron la cabeza primeramente sobre una piedra a Romero y luego tras el Plasencia y tras él a Bartolomé Belzar y luego tras él a Felipe de Huten y cortadas las cabezas juntándolas con los cuerpos los enterraron en un ribazo de un arroyo…"   En el sepelio de von Hutten y Welser, el Mozo, dejaron unos versos a su memoria.
Un mes después, en un proceso rápido y amañado,[cita requerida] se condenó a Carvajal y al día siguiente moría ahorcado en el mismo pueblo que había fundado poco tiempo atrás. Calixto Cler, un flamenco-alemán, quien estaba a favor de los Welsares declaró en contra de Juan de Carvajal en su juicio.

## Presencia en la literatura
El escritor cubano Alejo Carpentier hace varias referencias a Felipe von Hutten en su novela Los pasos perdidos, de 1953.
En 1983, el escritor venezolano Francisco Herrera Luque (1927-1991) publicó una novela titulada "La Luna de Fausto", donde narra las aventuras de Hutten, su viaje desde Europa a las tierras salvajes de la América del siglo XVI, hasta ser decapitado por Juan De Carvajal. De acuerdo con la leyenda reportada por Herrera Luque, esa muerte fue profetizada por el Dr. Fausto mismo, quien le advirtió que iba a morir bajo una «luna roja».